# نادي التلال
نادي التلال الرياضي الثقافي هو نادي كرة قدم يمني في مدينة في عدن، حيث يعتبر التلال أقدم نادي تأسس في شبة الجزيرة  العربية عندما تأسس في 1905، وثاني أقدم نادي تأسيسا في قارة أسياء بعد.نادي موهون باغان الهندي والذي تأسس في عام 1886، أضافة إلى أن التلال هو ثالث أقدم نادي عربي بعد نادي شباب قسنطينة الجزائري تأسس 1898ونادي  السكة الحديد المصري تأسس عام 1903،

## تأسيس ونشأة النادي
تأسس في 1905 أول نادي أهلي في عدن تحت مسمى "نادي الاتحاد المحمدي"، كأول نادي رياضي في محمية عدن حينها والثالث في العالم العربي بعد شباب قسنطينة وسكة الحديد. وكان ينازل فرق جيش الاحتلال وفرق الأساطيل القادمة والمارة إلى ميناء عدن.
ظهر «نادي التلال الرياضي» في 18 يوليو 1975 برئاسة ياسين سعيد نعمان، كأسم جديد ل«نادي الاتحاد المُحمدي» الذي تأسس في 1905م، وفي 1976 م ظهر «اتحاد جنوب اليمن لكرة القدم». وشارك نادي التلال في «مسابقة كأس 26 سبتمبر» في 1980، كأول مسابقة كروية يشارك فيها مع منتخبات من شمال اليمن وجنوبه، كمنتخب محافظة إب ومحافظة تعز ومحافظة حضرموت ولحج والحديدة، وذلك في ملعب الشهيد الظرافي بصنعاء، وتوج التلال بطلاً لكأس 26 سبتمبر، بعد فوزه على منتخب الحديدة بخمسة أهداف نظيفة.
ومن ثم في «مسابقة الدوري العام التصنيفي» في 28 أكتوبر 1980م، بمشاركة 12 نادياً، وحسمت البطولة لنادي شمسان الرياضي، بينما حل التلال في المركز الخامس، وكان حينها الكابتن عبد الله علي خوباني مدرباً للفريق الممتاز، والكابتن وجدان عمر زيد مدرباً لفريق الشباب، والكابتن خالد عمر قاسم مدرباً لفريقي الناشئين والطلائع، والكابتن أحمد صالح زغلول مدرباً للبراعم.
وبعد ذلك شارك نادي التلال في «بطولة كأس الجمهورية» في 1981م، وفاز فيها التلال للمرة الثانية، في المباراة النهائية أمام فريق الجيش بثلاثة أهداف مقابل هدف واحد، في 26 يونيو 1981م. ومن ثم في «كأس الاستقلال 30 نوفمبر» مع نادي أهلي صنعاء 1981م، في مدينة عدن وعلى ملعب الشهيد الحبيشي، حيث فاز التلال في بثلاثة أهداف نظيفة دون رد، وتوج التلال بطلاً لكأس الاستقلال. كما حسم التلال بطولة الدوري للموسم 1981 1982م لكرة القدم ضارباً رقماً قياسياً في عدد الانتصارات، حيث فاز التلال بعشر مباريات دون هزيمة واحدة وأحرز الكابتن أبوبكر الماس لقب هداف الدوري بتسجيله ثمانية أهداف خلال مباريات الدوري.
وأحرز التلال بطولات أخرى في الأعوام اللاحقة منها بطولة الدوري العام 1982 - 1983م، و«كأس الإنارة» 1984 - 1985م، و«كأس المؤتمر الثالث للحزب الاشتراكي اليمني» 1985 - 1986م، و«كأس الشهداء» 1987 - 1988م، وفي آخر موسم قبل الوحدة اليمنية، في 1990، الذي كانت انطلاقته في 3 أكتوبر 1989م وحتى 9 أبريل 1990م، توج «فريق الشعلة» بالبطولة لأول مرة. وفي أول موسم بعد قيام الوحدة اليمنية موسم 1990م - 1991م، الذي شارك فيه 32 نادياً يمنياً، مناصفة من مختلف محافظات اليمن، توج نادي التلال بطل بطولة أول دوري عام بعد الوحدة اليمنية.

## بطولات النادي
- البطولات التي حققها التلال بعد الدمج:
  1. أحرز نادي التلال بطولة الدوري موسم 1976 م-1977 م.
  2. أحرز نادي التلال بطولة كاس الجمهورية الأولى موسم 1977 م-1978 م حظر المبارة الرئيس السابق سالم ربيع علي.
  3. أحرز نادي التلال كاس بطولة الدوري موسم 1979 م-1980 م
  4. أحرز نادي التلال كاس اليمن الشمالي والجنوبي المشترك من سبتمبر إلى بداية نوفمبر عام 1980 م. حيث فاز على شعب صنعاء ومنتخب حضرموت ومنتخب لحج ومنتخب الحديدة
  5. أحرز نادي التلال بطولة كاس الجمهورية الرابعة موسم 1981 م-1982 م
  6. أحرز نادي التلال كاس بطولة الدوري موسم1981 م-1982 م أعلن البطولة قبل النهاية باسبوعين.
  7. أحرز نادي التلال كاس بطولة الدوري موسم 1982 م-1983 م
  8. أحرز نادي التلال كاس بطولة كاس الإنارة 1983 م-1984 م
  9. أحرز نادي التلال كاس المؤتمرموسم 1984 م-1985 م
  10. أحرز نادي التلال كاس شهداء 13 يانير 1986 م
  11. أحرز نادي التلال بطولة الدوري موسم 1986 م-1987 م
  12. أحرز نادي التلال بطولة كاس الجمهورية في يونيو موسم 1987 م-1988 م
  13. أحرز نادي التلال بطولة كاس الاتحاد في أغسطس موسم 1990 م
  14. أحرز نادي التلال بطولة كاس الاتحاد في أغسطس موسم 1990 م
- البطولات التي حققها التلال بعد الوحدة:
  1. أحرز نادي التلال بطولة أول بطولة للدوري بعد الوحدة اليمنية موسم (1990 م)
  2. أحرز نادي التلال بطولات المريسي الرابعة والخامسة والسابعة والتاسعة
  3. أحرز نادي التلال وصيف الدوري الممتاز موسم 1996 م- 1997 م
  4. أحرز نادي التلال كأس 22 مايو موسم 1998 م-1999 م
  5. أحرز نادي التلال كأس الملاكم نسيم عام 2000 م
  6. وصيف الدوري العام موسم 2002 م-2003 م
  7. أحرز نادي التلال بطولة الدوري الممتاز موسم 2004 م-2005
  8. كأس الرئيس موسم 2006-2007
  9. وعاد النادي لنيل البطولات بعد تتويجه بكأس الرئيس موسم 2009 - 2010
- مجموع بطولات الدوري التي حققها التلال قبل وبعد الوحدة (7 بطولات):
  1. بطولة الدوري موسم 1976 م-1977 م
  2. بطولة الدوري موسم 1979 م-1980 م
  3. بطولة الدوري موسم1981 م-1982 م
  4. بطولة الدوري موسم 1982 م-1983 م
  5. بطولة الدوري موسم 1986 م-1987 م
  6. بطولة الدوري اليمني موسم 1990 م
  7. بطولة الدوري اليمني موسم 2004-2005 م

  - مجموع بطولات كأس رئيس الجمهورية التي حققها التلال قبل وبعد الوحدة (5 بطولات):

  1. بطولة كأس الرئيس موسم 1977 م-1978 م
  2. بطولة كأس الرئيس موسم 1981 م-1982 م
  3. بطولة كأس الرئيس موسم 1987 م-1988 م
  4. بطولة كأس الرئيس موسم 2006-2007 م
  5. بطولة كأس الرئيس موسم 2009-2010 م

## المنشئات والمرافق الرياضية

### الملعب
الملعب الرسمي للفريق هو ملعب نادي التلال الرياضي الدولي لكرة القدم، يقع في ساحل حقات بمدينة كريتر، وتبلغ سعته 8000 آلاف مقعد للجماهير، 150 مقعداً لكبار الضيوف، بالإضافة إلى منصة للإعلاميين.

## وصلات خارجية
- الموقع الرسمي لنادي التلال.